# MTV Video Music Awards de 2005
O MTV Video Music Awards de 2005 ocorreu em 28 de agosto de 2005, premiando os melhores videoclipes lançados de 1 de julho de 2004 a 30 de junho de 2005. A cerimônia ocorreu na AmericanAirlines Arena, em Miami, pelo segundo ano consecutivo. Esta seria também a última vez que Miami sediaria a premiação. Foi apresentada pelo rapper estadunidense Diddy.

## Indicados e vencedores
Os vencedores aparecem em negrito.

### Vídeo do Ano
Green Day — "Boulevard of Broken Dreams"
- Coldplay — "Speed of Sound"
- Snoop Dogg (participação Pharrell) — "Drop It Like It's Hot"
- Gwen Stefani — "Hollaback Girl"
- Kanye West — "Jesus Walks"

### Melhor Vídeo Masculino
Kanye West — "Jesus Walks"
- 50 Cent — "Candy Shop"
- Beck — "E-Pro"
- John Legend — "Ordinary People"
- Usher — "Caught Up"

### Melhor Vídeo Feminino
Kelly Clarkson — "Since U Been Gone"
- Amerie — "1 Thing"
- Mariah Carey — "We Belong Together"
- Shakira (participação Alejandro Sanz) — "La Tortura"
- Gwen Stefani — "Hollaback Girl"

### Melhor Vídeo Grupal
Green Day — "Boulevard of Broken Dreams"
- The Black Eyed Peas — "Don't Phunk with My Heart"
- Destiny's Child (participação T.I. e Lil Wayne) — "Soldier"
- The Killers — "Mr. Brightside"
- U2 — "Vertigo"

### Melhor Artista Revelação em um Vídeo
The Killers — "Mr. Brightside"
- Ciara (participação Missy Elliott) — "1,2 Step"
- The Game — "Dreams"
- John Legend — "Ordinary People"
- My Chemical Romance — "Helena"

### Melhor Vídeo Pop
Kelly Clarkson — "Since U Been Gone"
- Lindsay Lohan — "Rumors"
- Jesse McCartney — "Beautiful Soul"
- Ashlee Simpson — "Pieces of Me"
- Gwen Stefani — "Hollaback Girl"

### Melhor Vídeo de Rock
Green Day — "Boulevard of Broken Dreams"
- Foo Fighters — "Best of You"
- The Killers — "Mr. Brightside"
- My Chemical Romance — "Helena"
- Weezer — "Beverly Hills"

### Melhor Vídeo de R&B
Alicia Keys — "Karma"
- Mariah Carey — "We Belong Together"
- Ciara (participação Ludacris) — "Oh"
- John Legend — "Ordinary People"
- Usher e Alicia Keys — "My Boo"

### Melhor Vídeo de Rap
Ludacris — "Number One Spot"
- Eminem — "Just Lose It"
- The Game (participação 50 Cent) — "Hate It or Love It"
- T.I. — "U Don't Know Me"
- Ying Yang Twins — "Wait (The Whisper Song)"

### Melhor Vídeo de Hip-Hop
Missy Elliott (participação Ciara e Fatman Scoop) — "Lose Control"
- Common — "Goǃ"
- Nas (participação Olu Dara) — "Bridging the Gap"
- Snoop Dogg (participação Pharrell) — "Drop It Like It's Hot"
- Kanye West — "Jesus Walks"

### Melhor Vídeo Dance
Missy Elliott (participação Ciara e Fatman Scoop) — "Lose Control"
- Ciara (participação Missy Elliott) — "1, 2 Step"
- Destiny's Child — "Lose My Breath"
- Jennifer Lopez — "Get Right"
- Shakira (participação Alejandro Sanz) — "La Tortura"

### Vídeo Inovador
Gorillaz — "Feel Good Inc."
- Missy Elliott (participação Ciara e Fatman Scoop) — "Lose Control"
- Eminem — "Mosh"
- Sarah McLachlan — "World on Fire"
- U2 — "Vertigo"

### Melhor Direção num Vídeo
Green Day — "Boulevard of Broken Dreams" (Diretor: Samuel Bayer)
- Missy Elliott (participação Ciara e Fatman Scoop) — "Lose Control" (Diretores: Dave Meyers e Missy Elliott)
- Jennifer Lopez — "Get Right" (Diretores: Francis Lawrence e Diane Martel)
- U2 — "Vertigo" (Diretores: Alex and Martin)
- The White Stripes — "Blue Orchid" (Diretor: Floria Sigismondi)

### Melhor Coreografia num Vídeo
Gwen Stefani — "Hollaback Girl" (Coreografista: Kishaya Dudley)
- Amerie — "1 Thing" (Coreografista: Jamaica Scott)
- Missy Elliott (participação Ciara e Fatman Scoop) — "Lose Control" (Coreografista: Hi Hat)
- Jennifer Lopez — "Get Right" (Coreografistas: Richmond Talauega and Anthony Talauega)
- My Chemical Romance — "Helena" (Coreografista: Michael Rooney)

### Melhores Efeitos Especiais num Vídeo
Gorillaz — "Feel Good Inc." (Efeitos Especiais: Passion Pictures)
- Coldplay — "Speed of Sound" (Efeitos Especiais: A52)
- Missy Elliott (participação Ciara e Fatman Scoop) — "Lose Control" (Efeitos Especiais: Radium)
- Ludacris — "Number One Spot" (Efeitos Especiais: 20Twenty)
- The Mars Volta — "The Widow" (Efeitos Especiais: Artificial Army)
- U2 — "Vertigo" (Efeitos Especiais: Jam Abelenet)

### Melhor Direcção Artística num Vídeo
Gwen Stefani — "What You Waiting For?" (Diretor de Arte: Zach Matthews)
- Green Day — "American Idiot" (Diretor de Arte: Jan Roelfs)
- The Killers — "Mr. Brightside" (Diretor de Arte: Laura Fox)
- System of a Down — "B.Y.O.B." (Diretor de Arte: Jeremy Reed)
- The White Stripes — "Blue Orchid" (Diretor de Arte: Sue Tebbutt)

### Melhor Edição num Vídeo
Green Day — "Boulevard of Broken Dreams" (Editor: Tim Royes)
- Coldplay — "Speed of Sound" (Editor: Adam Pertofsky)
- Foo Fighters — "Best of You" (Editor: Nathan "Karma" Cox)
- Jennifer Lopez — "Get Right" (Editor: Dustin Robertson)
- Simple Plan — "Untitled" (Editor: Richard Alarcron)
- Gwen Stefani — "What You Waiting For?" (Editor: Dustin Robertson)

### Melhor Cinematografia num Vídeo
Green Day — "Boulevard of Broken Dreams" (Diretor de Fotografia: Samuel Bayer)
- Coldplay — "Speed of Sound" (Diretor de Fotografia: Harris Savides)
- Modest Mouse — "Ocean Breathes Salty" (Diretor de Fotografia: Danny Hiele)
- Simple Plan — "Untitled" (Diretor de Fotografia: Michael Bernard)
- U2 — "Vertigo" (Diretor de Fotografia: Omer Ganai)
- The White Stripes — "Blue Orchid" (Diretor de Fotografia: Chris Soos)

### Melhor Trilha Sonora de Vídeo Game
Dance Dance Revolution Extreme (Konami)
- Def Jam: Fight for NY (Electronic Arts)
- Madden NFL 2005 (Electronic Arts)
- Midnight Club 3: DUB Edition (Rockstar Games)
- Tony Hawk's Underground 2 (Activision)

### MTV2Award
Fall Out Boy — "Sugar, We're Goin Down"
- Akon (participação Styles P) — "Locked Up"
- The Bravery — "An Honest Mistake"
- Daddy Yankee — "Gasolina"
- Mike Jones (participação Slim Thug e Paul Wall) — "Still Tippin'"
- My Chemical Romance — "Helena"

### Escolha do Público
Green Day — "American Idiot"
- Kelly Clarkson — "Since U Been Gone"
- My Chemical Romance — "Helena"
- Shakira (participação Alejandro Sanz) — "La Tortura"
- Snoop Dogg (participação Pharrell) — "Drop It Like It's Hot"

## Performances

### Pré-show
- Mike Jones (participação Slim Thug e Paul Wall) — "Still Tippin'"
- Rihanna — "Pon de Replay"
- Fall Out Boy — "Sugar, We're Going Down"

### Showprincipal
- Green Day — Boulevard of Broken Dreams"
- Ludacris (participação Bobby Valentino) — "Pimpin' All Over the World"
- MC Hammer — "U Can't Touch This"
- Shakira (participação Alejandro Sanz) — "La Tortura"
- R. Kelly — "Trapped in the Closet"
- The Killers — "Mr. Brightside"
- Diddy e Snoop Dogg — "Juicy" e "Warning" (tributo a The Notorious B.I.G.)
- Don Omar — "Reggaeton Latino"
- Tego Calderón — "El Abayarde"
- Daddy Yankee — "Gasolina"
- Coldplay — "Speed of Sound"
- Kanye West (participação Jamie Foxx) — "Gold Digger"
- Mariah Carey (participação Jadakiss e Jermaine Dupri) — "Shake It Off"/"We Belong Together"
- 50 Cent (participação Mobb Deep e Tony Yayo) — "Disco Inferno"/"Outta Control"/"So Seductive"
- My Chemical Romance — "Helena"
- Kelly Clarkson — "Since U Been Gone"